# Кароліна Сермеллі
Кароліна Сермеллі (31 січня 2001) — панамська плавчиня.